# Sant’Elpidio a Mare
Sant’Elpidio a Mare település Olaszországban, Marche régióban, Fermo megyében. Lakosainak száma 16 503 fő (2023. január 1.). Sant’Elpidio a Mare Fermo, Montecosaro, Montegranaro, Porto Sant’Elpidio, Civitanova Marche és Monte Urano községekkel határos.

## Népesség
A település lakossága az elmúlt években az alábbi módon változott:
| Lakosok száma | 17 073 | 17 144 | 16 503 |
|               | 2017   | 2018   | 2023   |